# Белма Лизде Курт
Белма Лизде Курт је босанскохерцеговачка глумица.

## Филмографија
| Год.          | Назив                 | Улога             |
| ------------- | --------------------- | ----------------- |
| 2000.-те      |                       |                   |
| 2004.         | Црна хроника          | Свјетлана         |
| 2008. - 2010. | Луд, збуњен, нормалан | Рабија Бубић Буба |
| 2010.-те      |                       |                   |
| 2011.         | Aкумулатор            | Циганка           |